# Leopold Vietoris
Leopold Vietoris (ur. 4 czerwca 1891 w Radkersburgu, zm. 9 kwietnia 2002 w Innsbrucku) – austriacki matematyk, znany również z długowieczności.

## Życiorys
Studiował na Uniwersytecie i Politechnice w Wiedniu. Służył w wojsku podczas I wojny światowej (m.in. jako przewodnik górski), był ranny, a krótko przed końcem wojny trafił do niewoli włoskiej. Po wojnie dokończył studia i pracował jako wykładowca na politechnice w Grazu; w Wiedniu obronił doktorat. Od 1927 był zastępcą profesora na politechnice w Innsbrucku, w latach 1928–1930 profesorem politechniki wiedeńskiej. Od 1930 pracował jako profesor w Innsbrucku.
W pracy naukowej zajmował się głównie topologią, jego nazwiskiem określany jest m.in. ciąg Mayera-Vietorisa czy topologia Vietorisa. Interesował się także historią matematyki.
Dodatkową sławę przyniosła mu długowieczność. Zmarł w wieku 110 lat i 309 dni, co stanowi rekord długości życia mężczyzn w Austrii. Był jedną z nielicznych osób w wieku ponad 110 lat, których sława wynikała nie tylko z sędziwego wieku. 100 lat dożyła również jego żona, Maria Josefa Vincentia Vietoris, z domu Riccabona von Reichenfels (ur. 18 lipca 1901, zm. 24 marca 2002); stanowili tym samym jedną z najstarszych par małżeńskich na świecie. Owdowiały Vietoris przeżył żonę o nieco ponad dwa tygodnie.